# Lycida mathiasiae
Lycida mathiasiae är en orkidéart som först beskrevs av George Clayton Kennedy, och fick sitt nu gällande namn av Henry Francis Oakeley. Lycida mathiasiae ingår i släktet Lycida och familjen orkidéer. Inga underarter finns listade i Catalogue of Life.